# Emil Hille
Emil Hille (* 2. August 1910 in Hohenleipa; † 24. Juni 1988 in Parchim) war ein deutscher Maler und Grafiker.

## Leben und Werk
Zur Herkunft und Jugend Hilles wurden keine Informationen gefunden. Er absolvierte zunächst eine Lehre als Dekorationsmaler und nahm Privatunterricht bei Edmund Pick-Morino. 1939 bis 1946 studierte er an der Akademie der Bildenden Künste Dresden und arbeitete danach als freischaffender Künstler. Für die Zeit des Nationalsozialismus sind keine Ausstellungen Hilles bekannt.
In der Folge des Zweiten Weltkriegs wurde Hille 1946 aus der Tschechoslowakei vertrieben, und er kam nach Mecklenburg in die Sowjetische Besatzungszone.
Er arbeitete als freischaffender Maler und Grafiker in Parchim und Schwerin und war Mitglied des Verbands Bildender Künstler der DDR. Er war 1974, 1979 und 1985 in Schwerin an den Bezirkskunstausstellungen sowie an weiteren Ausstellungen in Berlin, Cottbus, im Kulturhaus Mestlin, in Parchim, Spremberg und in einigen Kliniken beteiligt.
1946 hatte Hille Helmut Symmangk kennengelernt, dem er beim Erlernen des Malens und Zeichnens half und mit dem er später bis zum Tod zusammenarbeitete.

## Werke (Auswahl)
- Südtiroler Hochgebirgslandschaft (vor 1945, Öl auf Leinwand, 70 × 100 cm)[1]
- Dorfschmiede (1952, Öl)[2][3]
- Hände einer 92Jährigen (1952, Kreide)[3]
- Alte Birke in Garwitz (1952, Kreide)[4][3]